# جبهة مقدونيا
جبهة مقدونيا (بالإنجليزية:  Macedonian front)‏ وتسمى أيضًا بجبهة سالونيك تشكلت نتيجة كمحاولة من جانب دول الحلفاء لمساعدة صربيا، في خريف عام 1915.

## خلفية
اغتيل ولي عهد النمسا من قبل صرب البوسنة، وهاجمت القوات النمساوية المجرية صربيا في أغسطس 1914 لكنها فشلت في التغلب على المقاومة الصربية. دخلت الإمبراطورية العثمانية الحرب العالمية الثانية إلى جانب قوات المحور (نوفمبر 1914)، وأصبح العامل الحاسم في البلقان هو موقف بلغاريا، إذ تتميز بلغاريا بموقعها الاستراتيجي الهام على الجناح الصربي، وسيؤدي تدخلها على جانب القوات المتحاربة إلى تغيير الموقف. حدثت حربان سابقتان بين بلغاريا وصربيا خلال الثلاثين عاماً السابقة: الأولى هي الحرب الصربية البلغارية عام 1885، والثانية في حرب البلقان الثانية عام 1913. هزمت صربيا بلغاريا في عام 1913، وشعرت الحكومة والشعب البلغاري بأن صربيا قد سرقت أرضاً بلغارية. ومع تقديم تنازلات مهمة من صربيا واليونان، ووعود دول المحور التي عرضت التنازل عن معظم الأراضي التي تطالب بها بلغاريا، وهزيمة الحلفاء في معركة جاليبولي (أبريل 1915 إلى يناير 1916) وهزيمة روسيا في جورليك تارنو (مايو إلى سبتمبر 1915)، وقع ملك بلغاريا فرديناند معاهدة مع ألمانيا 21 سبتمبر 1915، وبدأت بلغاريا التعبئة للحرب.

### الاجتياح الثلاثي لصربيا وسقوطها
انتصر الجيش الصربي في معركة كولوبارا في ديسمبر 1914، وشهدت الجبهة الصربية هدوءًا حذراً حتى أوائل خريف عام 1915 عندما هاجمت جيوش قوات المحور صربيا بقيادة المشير أوغست فون ماكنسن والتي تألفت من جيش البلقان النمساوي المجري والجيش الألماني الحادي عشر بالإضافة للأساطيل التي تقدمت من خلال نهري الدانوب وسافا في 6 أكتوبر 1915، وكان هذا أكبر هجوم تتعرض له صربيا. قدم الجيش الصربي تضحياتٍ كبيرة، لكن جيش البلقان النمساوي المجري عبر نهري سافا ودرينا، وعبر الجيش الألماني الحادي عشر نهر الدانوب، لتحتل قوات المحور بلغراد وسميديريفو وبوجاريفاتش وجولوباك وأجبروا القوات الصربية على الانسحاب إلى جنوب صربيا بحلول سبتمبر 1915، وفي 15 أكتوبر 1915 هاجم جيشان بلغاريان الوحدات الصربية المتراجعة، وتوغلت القوات البلغارية جنوب نهر مورافا بالقرب من فرانيي، واحتلت كومانوفو وستيب وسكوبيه، ومنعت انسحاب القوات الصربية إلى الحدود اليونانية وميناء سالونيك.
وعد الحلفاء (بريطانيا وفرنسا) أكثر من مرة ولمدة عام بإرسال قوات عسكرية كبيرة إلى صربيا، لكن ذلك لم يحدث، ولكن مع دخول القوات البلغارية إلى جنوب صربيا، أصبح الوضع الصربي ميؤساً منه، فأجبرت هذه التطورات الفرنسيين والبريطانيين على إرسال قوات استكشافية صغيرة تتألف من فرقتين لمساعدة صربيا، ولكن حتى هذه القوات وصلت في وقت متأخر جداً إلى ميناء سالونيك اليوناني، بحيث لم يكن لها أي تأثير في العمليات العسكرية، وكان السبب الرئيسي للتأخير هو عدم توفر قوات إضافية للحلفاء بسبب الوضع الحرج في الجبهة الغربية. استخدم الحلفاء الحياد اليوناني كذريعة، على الرغم من أنهم كانوا يستطيعون استخدام الساحل الألباني للنشر السريع للقوات والمعدات خلال أول سنة من الحرب. اقترح المارشال بوتنيك أن جيش الجبل الأسود يستطيع تغطية الساحل الألباني من الشمال بشكل يمنع أي تقدم بلغاري في جنوب صربيا. تأخر الحلفاء أيضاً بسبب المفاوضات السرية الطويلة التي كانت تهدف إلى استمالة بلغاريا إلى معسكر الحلفاء، وهو الأمر الذي كان سيخفف من حاجة صربيا إلى المساعدة الفرنسية البريطانية فيما لو حدث.
كان مصير الجيش الصربي واضحاً في ظل عدم وجود أي دعم أو إمداد من قوات الحلفاء. تجمعت قوات المحور المتنثلة بالجيش البلغاري والجيش الألماني والجيش النمساوي المجري تحت قيادة المشير ماكنسن. بدأ الهنغاريون هجومهم في 7 أكتوبر بوابل من قذائف المدفعية الثقيلة، أعقبها هجوم المشاة عبر الأنهار، ثم هاجم الجيش البلغاري في 11 أكتوبر من اتجاهين، أحدهما من شمال بلغاريا نحو نيش ، والآخر من الجنوب نحو سكوبيه. اخترق الجيش البلغاري بسرعة القوات الصربية الضعيفة التي حاولت عرقلة تقدمهم، ومع هذا الاختراق البلغاري أصبح الموقف الصربي ميئوساً منه، وتعرض الجيش الصربي الرئيسي للحصار أو الأسر أو الهروب.
أمر المارشال بوتنيك بانسحاب كامل للجيش الصربي عبر الجبل الأسود إلى ألبانيا. واجهت القوات الصربية صعوبات كبيرة تمثلت بالطقس البارد والطرق السيئة واضطرار الجيش لمساعدة عشرات آلاف المدنيين الذين انسحبوا معه، وفي النهاية وصل 125 ألف جندي صربي فقط إلى البحر الأدرياتيكي، وشرعت سفن النقل الإيطالية بنقل القوات الصربية إلى كورفو والجزر اليونانية الأخرى قبل أن ينتقلوا إلى ثيسالونيكي. توفي الجنرال بوتنيك بعد أكثر من عام في مستشفى فرنسي. تقدمت القوات الفرنسية والبريطانية شمال ثيسالونيكي في أكتوبر 1915 تحت القيادة المشتركة للجنرال الفرنسي موريس ساريل والجنرال البريطاني بريان ماهون. كان مكتب الحرب في لندن متردداً بشأن تقدم الجيش البريطاني في العمق الصربي، لذا تقدمت القوات الفرنسية بمفردها فوق نهر فاردار، وقد أعطى هذا التقدم بعض المساعدة المحدودة للجيش الصربي المنسحب، لأنه توجَّب على القوات البلغارية حشد قوات أكبر على الجناح الجنوبي للتعامل مع التهديد الفرنسي، ما أدى إلى معركة كريفولاك (أكتوبر - نوفمبر 1915). اضطر الجنرال الفرنسي ساريل للتراجع في نهاية نوفمبر تحت ضغط الهجمات البلغارية، وخلال انسحابه أُجبر البريطانيون في كوستورينو على التراجع أيضاً، وفي 12 ديسمبر عادت جميع قوات الحلفاء إلى اليونان، وأمر الألمان القوات البلغارية بعدم عبور الحدود اليونانية، لأن ذلك كان سيؤدي لدخول اليونان في الحرب. استفاد الحلفاء من ذلك وعززوا مواقعهم الدفاعية وراء الحدود اليونانية. وهكذا حققت قوات المحور انتصاراً واضحاً لكنه غير مكتمل، ونتيجة لذلك فتحوا خط السكة الحديدية من برلين إلى القسطنطينية، ما سمح لألمانيا بدعم شريكها الأضعف الإمبراطورية العثمانية. على الرغم من انتصار قوات المحور لكن الحلفاء تمكنوا من إنقاذ جزء من الجيش الصربي، والذي على الرغم من كل ما تعرض له من نقص في العدد وفقدان للتسليح، إلا أنه نجا من الدمار الشامل، وأعيد تنظيمه بعد ستة أشهر. أنشأ الحلفاء جبهة دفاعية قوية في مقدونيا (المحايدة)، وأثبتت هذه الجبهة نجاحها عند تحقيق الانتصار النهائي للحلفاء بعد ذلك بثلاث سنوات.

## إنشاء الجبهة المقدونية
هاجم الجيش النمساوي المجري الجبل الأسود حليف صربيا في 5 يناير 1916. أبدى جيش الجبل الأسود الصغير مقاومة كبيرة في معركة موخوفاتش، ما سمح بانسحاب الجيش الصربي، لكنه سرعان ما واجه صعوبات كبيرة واضطر إلى الاستسلام في 25 يناير. تقدمت القوات النمساوية المجرية على طول ساحل البحر الأدرياتيكي إلى ألبانيا التي كانت تسيطر عليها إيطاليا، وبحلول نهاية فصل الشتاء كان الجيش الإيطالي الصغير في ألبانيا قد أُجبر على مغادرة البلاد بشكلٍ كامل تقريباً. أرادت هيئة الأركان العامة البريطانية سحب جميع القوات البريطانية من اليونان مع خسارة الحرب في البلقان، لكن الحكومة الفرنسية رفضت بشدة وأبقت قواتها. تجمعت جيوش الحلفاء حول ثيسالونيكي، والتي أصبحت معسكراً ضخماً حصيناً، ثم نقل الجيش الصربي الذي أعيد تنظيمه في كورفو تحت قيادة الجنرال بيتر بوجوفيتش إلى الجبهة المقدونية من قبل القوات الفرنسية. كان الوضع السياسي في اليونان مشوشاً في تلك الفترة، فقد كانت اليونان محايدة رسمياً، لكن الملك قسطنطين الأول كان موالٍ لألمانيا، بينما كان رئيس الوزراء ألفثيريوس فينيزيلوس مؤيداً للحلفاء.
بدأ الجنرال الفرنسي ساريل الاستعدادات لشن هجوم على الجيوش البلغارية التي تواجه قواته، لكن الألمان وضعوا خططاً للهجوم قبله، وفي 17 أغسطس قبل ثلاثة أيام فقط من الموعد المقرر لبدء الهجوم الفرنسي تقدم الجيش النمساوي المجري الموجود في ألبانيا والفرقة الألمانية المتمركزة على الحدود اليونانية وهاجم البلغاريون على جبهتين في الشرق، وتمكنوا بسهولة من غزو جميع الأراضي اليونانية شرق نهر ستروما، حيث أُمر الجيش اليوناني بعدم المقاومة من قبل الملك قسطنطين الموالي لألمانيا. أما في الغرب فقد حقق هجوم قوات المحور نجاحاً مبكراً بفضل عنصر المفاجأة لكن قوات الحلفاء شكلت خطاً دفاعياً بعد أسبوعين، وبعد أن أوقفوا الهجوم البلغاري شن الحلفاء هجوماً مضاداً في 12 سبتمبر (معركة كايماكشالان)، ورغم التضاريس الصعبة والمقاومة البلغارية فقد حققت قوات الحلفاء مكاسب هامة.
استمرت المعارك طيلة شهر أكتوبر ونوفمبر رغم الطقس شديد البرودة وتساقط الثلج على الجبال. أرسل الألمان فرقتين إضافيتين للمساعدة في تعزيز الجيش البلغاري، ولكن بحلول 19 نوفمبر استولى الجيش الفرنسي والصربي على كايماكشالان وهي أعلى قمة في جبل نيدي، وأجبرت قوات المحور على التخلي عن بيتولا. كانت خسائر قوات المحور 60 ألف بين قتيل وجريح وأسير، فيما خسر الحلفاء 50 ألف جندي، وتحرك خط الجبهة حوالي 25 ميلاً (40 كم).
أدى التقدم البلغاري إلى مقدونيا الشرقية التي كانت تسيطر عليها اليونان إلى أزمة سياسية في اليونان، فقد أمرت الحكومة الملكية قواتها في المنطقة (الفيلق الرابع) بعدم المقاومة والتراجع إلى ميناء كافالا للإجلاء، ولكن السفن البحرية لم تتمكن من الوصول لإجلاء الجيش اليوناني، وعلى الرغم من المقاومة الصغيرة من قبل عدد قليل من الضباط والجنود فإن معظم القوات اليونانية إلى جانب قائدهم استسلمت لقوة ألمانية رمزية واعتقلوا في ألمانيا حتى نهاية الحرب. كان تسليم هذه الأراضي التي انتزعتها اليونان بصعوبة في حرب البلقان الثانية عام 1913 بمثابة القشة التي قصمت ظهر البعير، فقام عدد كبير من ضباط الجيش اليوناني بانقلاب عسكري على الملك بمساعدة الحلفاء، وسيطروا على ثيسالونيكي ومعظم مقدونيا اليونانية لصالح رئيس الوزراء فينيزيلوس. وأصبح لليونان حكومتان: الحكومة الملكية الرسمية في أثينا التي حافظت على الحياد اليوناني، والحكومة الثورية المؤقتة في ثيسالونيكي التي تعاونت مع الحلفاء. نشر الإيطاليون في الوقت نفسه المزيد من قواتهم في ألبانيا، وتمكنت هذه القوات الجديدة من إجبار الجيش النمساوي على التراجع.

### عام 1917
وصلت تعزيزات كبيرة إلى جيش الحلفاء بقيادة الجنرال ساريل في شرق اليونان بحلول ربيع عام 1917، وأصبح هذا الجيش يتكون من 24 فرقة عسكرية: ست فرق فرنسية وست فرق صربية وسبع فرق بريطانية وفرقة إيطالية وفرقة روسية وثلاثة ألوية يونانية. خطط الحلفاء للهجوم في أواخر أبريل، ولكن الهجوم الأولي فشل وتكبد الحلفاء خسائر فادحة وأوقف الهجوم في 21 مايو. رغب الحلفاء في ممارسة المزيد من الضغط على أثينا فاحتلوا ثيساليا، وحاولوا احتلال أثينا بالقوة، وهو الأمر الذي تسبب في رد فعل من القوات الملكية المحلية، حاصر الحلفاء بحرياً جنوب اليونان الذي لا يزال مخلصاً للملك قسطنطين، استسلم الملك بعد ستة أشهر، ونفي في 14 يونيو وأصبح ابنه ألكسندر ملكاً لليونان. أعيد توحيد الدولة تحت حكم فينيزيلوس، وأعلنت الحكومة الجديدة فور تشكيلها الحرب على قوات المحور وأنشأت جيشاً جديداً للبلاد.